# Polygonum arenastrum
La centinodia o sanguinaria (Polygonum arenastrum) es una especie de planta fanerógama de la familia de las poligonáceas.

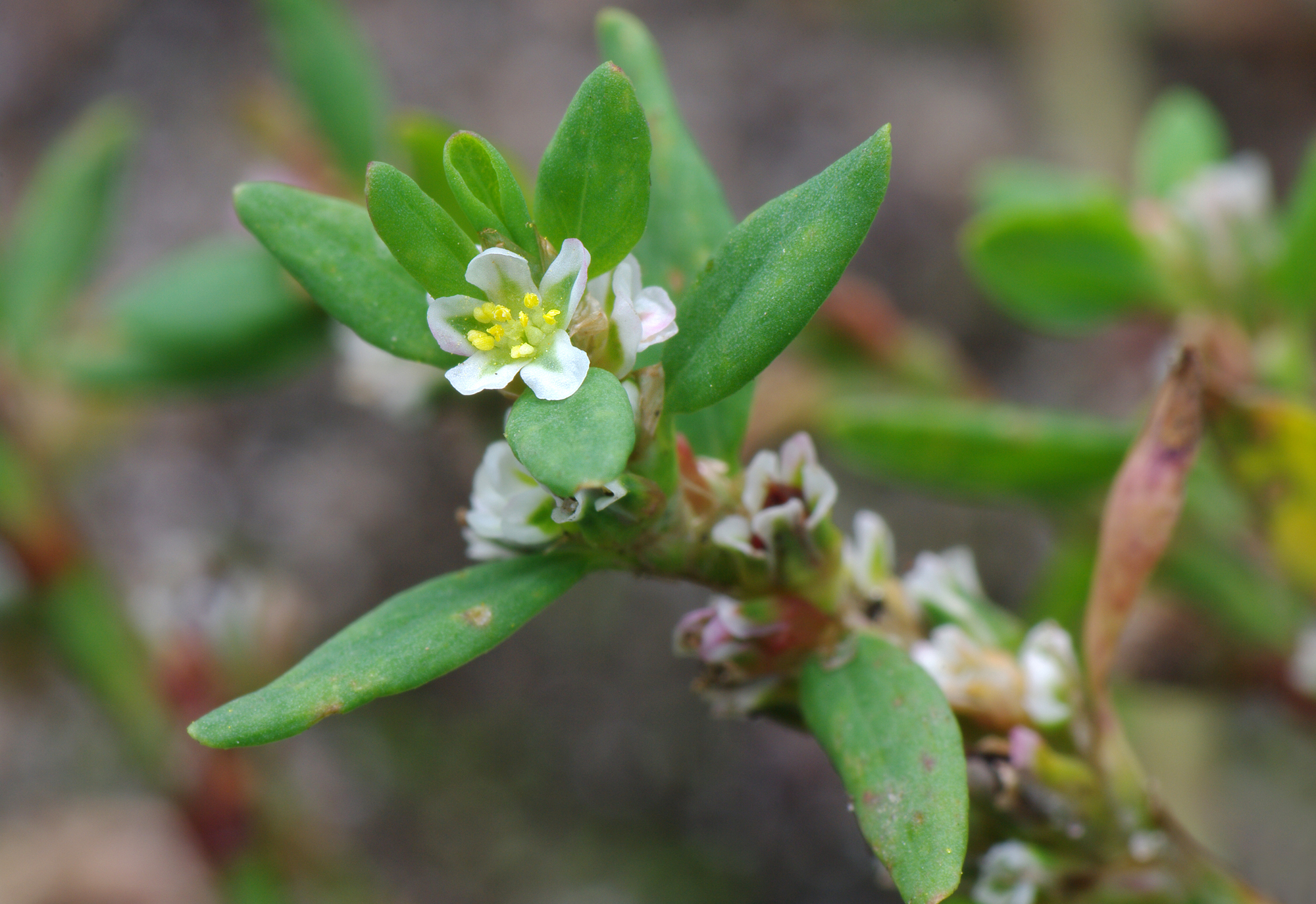
Vista de la planta

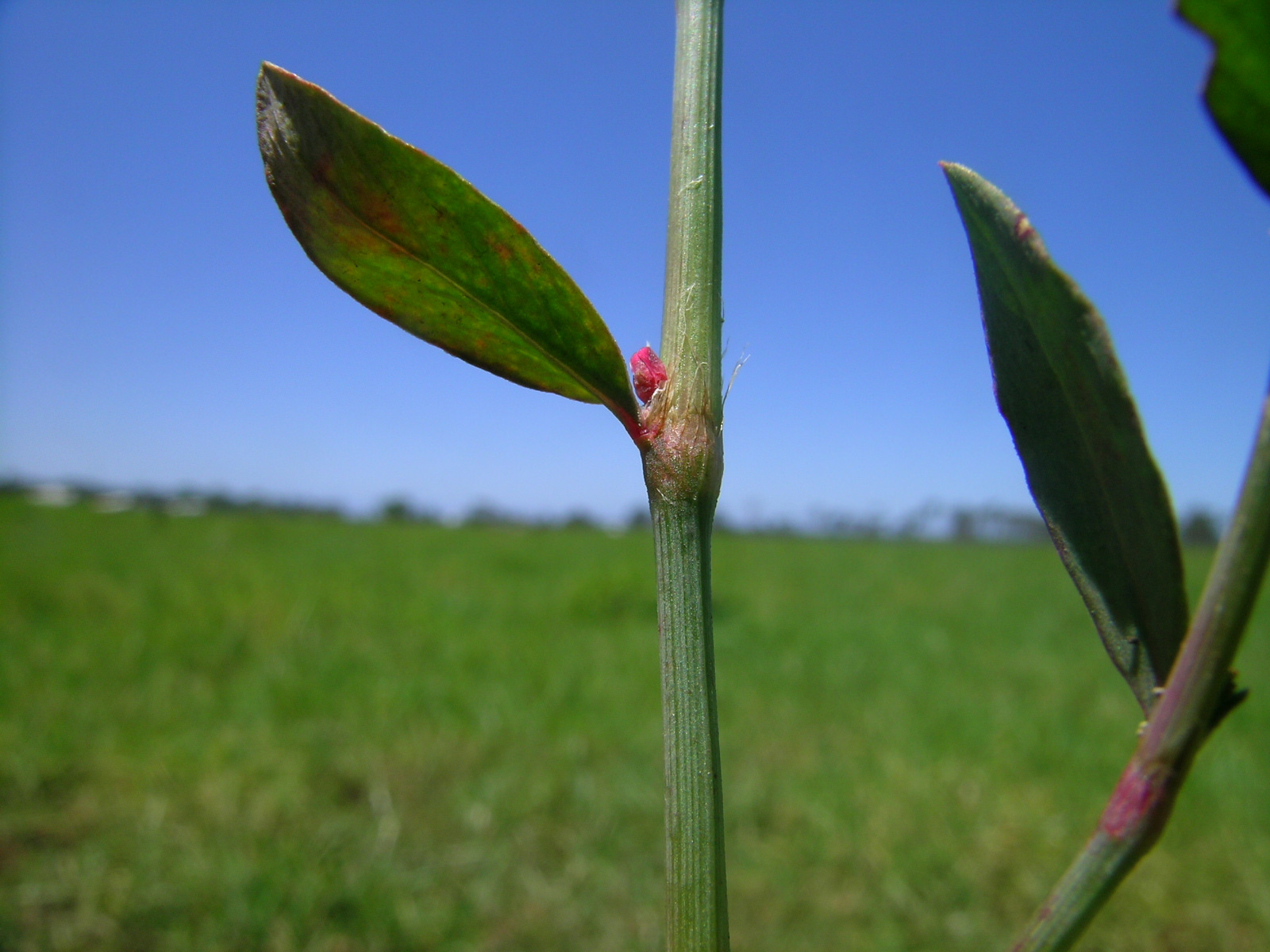
Detalle

## Descripción
Hierba anual. Tallos de hasta 70 cm, decumbentes, ramificados. Hojas de hasta 3 cm, con peciolo muy corto y limbo elíptico o lanceolado-elíptico; ocreas más cortas que los entrenudos, salvo en los extemos de las ramas, pardo-ferrigíneas en la base, marcada e irregularmente laciniadas. Flores en cimas axilares paucifloras, agrupadas en el extremo de las ramas. Periantio con 5 piezas de 2-3 (-3,5) mm, largamente soldadas en la mitad inferior y con lóbulos superpuestos, blancas o verdosas con margen blanco o blanco rosado, más largas o más o menos tan largas como aquenios.

## Distribución y hábitat
Subcosmopolita. Arvense, viario, ruderal. Florece y fructifica desde primavera y hasta el otoño.

## Taxonomía
Polygonum arenastrum fue descrita por Alexandre Boreau y publicado en Flore du Centre de la France (ed. 3) 2: 559. 1857.
Etimología
Ver: Polygonum
arenastrum: epíteto latíno que significa "de las arenas"
Sinonimia
- Polygonum acetosellum' Klokov
- Polygonum aequale Lindm.
- Polygonum aviculare subsp. aequale (Lindm.) Asch. & Graebn.
- Polygonum aviculare subsp. calcatum (Lindm.) Thell.
- Polygonum calcatum Lindm.
- Polygonum ebracteatum Munshi & Javeid
- Polygonum microspermum Jord. ex Boreau
- Polygonum montereyense Brenckle
- Polygonum propinquum Ledeb.[3]